# Geronimo: An American Legend
Geronimo: An American Legend (titulada Gerónimo, una leyenda en España) es una película estadounidense del año 1993, dirigida por Walter Hill.

## Sinopsis
Tras la dura presión que ha estado ejerciendo durante mucho tiempo el gobierno de los Estados Unidos, los apaches han terminado por ceder a regañadientes, a comenzar una nueva vida en una reserva controlada, con el fin de que cultiven el maíz.
Uno de los apaches llamado Gerónimo, se niega totalmente a ser esclavizado por nadie, con lo que organiza una revuelta gracias al apoyo de 30 compañeros más, para librarse de la esclavitud a la que están siendo sometidos y se lanzan a la lucha contra las personas que les han obligado a abandonar sus tierras.

## Reparto
- Jason Patric, como Teniente Charles Gatewood.
- Gene Hackman, como General de Brigada George Crook.
- Robert Duvall, como Al Sieber.
- Wes Studi, como Gerónimo.
- Matt Damon, como Teniente Britton Davis.
- Rodney A. Grant, como Mangas coloradas.
- Kevin Tighe, como General de Brigada Nelson Miles.
- Steve Reevis, como Chato.
- Carlos Palomino, como Sargento Turkey.
- Victor Aaron, como Ulzana.
- Stuart Proud Eagle Grant, como Sargento Dutchy.
- Stephen McHattie, como Schoonover.
- John Finn, como Capitán Hentig.
- Lee de Broux, como Marshal Joe Hawkins.
- Rino Thunder, como Old Nana.

## Nominaciones

### Premios Óscar
| Año  | Categoría    | Resultado |
| ---- | ------------ | --------- |
| 1993 | Mejor sonido | Nominada  |